# Coc (bacteri)

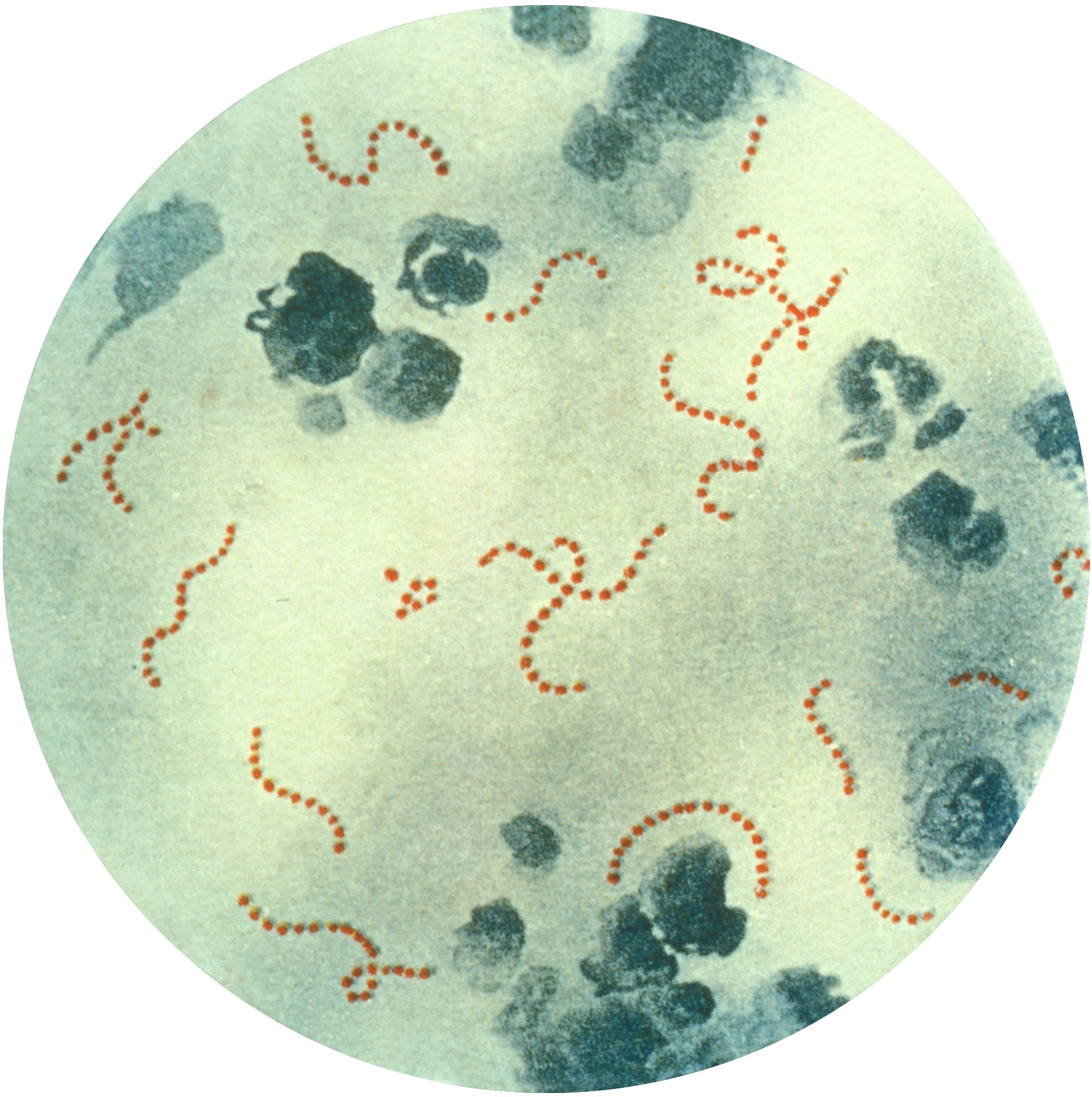
El bacteri Streptococcus pyogenes

Un coc (del gr. kókkos, ‘gra; llavor’) és un tipus de morfologia bacteriana caracteritzada per una forma gairebé esfèrica. Es tracta, doncs, d'una de les diferents formes que poden adoptar els procariotes, i no pas d'un grup taxonòmic en si mateix. Els cocs constitueixen un dels tipus morfològics cel·lulars més habituals dins del domini bacterià.
La forma esfèrica es manté relativament constant, tot i que pot veure’s modificada per condicions ambientals específiques. La morfologia cel·lular influeix directament en el funcionament i l'estabilitat dels microorganismes: en el cas dels cocs, la seva forma arrodonida els confereix una menor distorsió estructural, la qual cosa els fa més resistents a la dessecació en comparació amb altres morfologies bacterianes, com ara els bacils o els espirils.
Els bacteris amb morfologia de coc poden presentar diverses disposicions segons el pla o plans en què es divideixen les cèl·lules durant la reproducció. Aquestes disposicions són sovint característiques del gènere o espècie bacteriana corresponent. Els estreptococs (Streptococcus) formen cadenes com a resultat de divisions successives en un únic pla, que poden anar des de dues o quatre cèl·lules fins a més de vint. Les lampropèdies (Lampropedia) es divideixen en dos plans perpendiculars, donant lloc a làmines de cèl·lules que poden ser molt regulars i extenses. Les sarcines (Sarcina) es divideixen en tres plans i generen agrupacions cúbiques, semblants a petits paquets cel·lulars. Finalment, quan les divisions es produeixen sense una orientació fixa, com passa en els estafilococs (Staphylococcus), es forma una massa cel·lular irregular, sovint en forma de raïm.
Tot i que la disposició de les cèl·lules pot resultar útil per identificar determinats bacteris, aquest tret és altament variable i pot veure's alterat per condicions ambientals. Per això, actualment es considera una característica de valor secundari en la classificació bacteriana.